# Helmut Schoeck
Helmut Max Schoeck (Graz, 3 de julho de 1922 - Niedernhausen, perto de Wiesbaden, 2 de fevereiro de 1993), foi um sociólogo austríaco.

## Vida
Estudou Medicina em Ludwigsburg, logo após se formar no ensino médio (em 1941). Posteriormente cursou Filosofia e Psicologia em Munique e Tübingen, se formando com uma tese de sociologia. Mudou-se para os Estados Unidos, onde foi professor catedrático de sociologia no Fairmont State College (1950-1953). Em sua estadia nos Estados Unidos foi ainda professor na Universidade de Yale (1953) e na Universidade Emory (1954).
Retornou para a Alemanha em 1964, para atuar inicialmente como professor visitante na Universidade de Erlangen. De 1965 a 1990 atuou como professor de sociologia e política na Universidade de Mainz, onde também foi diretor. Em 1966 escreveu seu livro mais famoso e polêmico, Der Neid, eine Theorie der Gesellschaft (Inveja, uma teoria da sociedade), que obteve grande repercussão internacional e, posteriormente, traduções em várias línguas.
Nesta obra, ele defende que a inveja é um fator antropológico fundamental com profundos impactos no progresso da humanidade. A inveja é para o progresso, um de seus principais motivadores, mas que sem a devida domesticação, tornaria a convivência humana, bem como o seu progresso, impossíveis. A obra é também uma crítica as utópicas sociedades igualitárias, desprovidas de inveja, idealizadas por muitos teóricos. Pois como colocado por Schoeck, a inveja não só é inerente, mas também necessária.

## Obras
- Weitere W Nietzsches Philos. d. „Menschlich-Allzumenschlichen“, 1948;
- Karl Mannheini als Wissenssoziologe, 1948;
- Rel.sozial., 1951 (mit J. Wach);
- Soziol., Gesch. ihrer Probleme, 1952;
- USA, Motive u. Strukturen, 1958;
- Was heißt „pol. unmöglich?“, 1959;
- Umgang mit Völkern: Amerikaner, 1961;
- Die Soziol. u. d. Gesellschaften. 1964;
- Kl. soziolog. Wb., 1969, 1982;
- Utopie u. Frustration in d. Jugendrebellion, 1970;
- Ist Leistung unanständig?, 1971, 1988;
- Entwicklungshilfe, 1972;
- Vorsicht Schreibtischtäter, 1972;
- Die Lust am schlechten Gewissen, 1973;
- Wahlkampf 72, 1973;  Umverteilung als Klassenkampf?, 1973, 1974;
- Gesch. d. Soziol., 1974 (span. 1977,ital. 1980);
- Alter Ethos, neues Tabu, 1974;
- Das Geschäft mit d. Pessimismus, 1975;
- Arzneimittel u. Ges., 1975;
- Schülermanipulation, 1976, 1978;
- Der Spätmarxismus u. sein Publikum, 1976;
- Neid u. Gerechtigkeit in d. Gleichheitsges., 1977;
- Der Neid u. d. Ges., 1977(P);
- Das Recht auf Ungleichheit, 1979, 1990;
- Die Marktwirtsch. zw. Geiz u. Gleichheit, 1980;
- Der Arzt zw. Pol. u. Patient, 1983;
- Die 12 Irrtümer unseres Jh., 1985, 1988;
- Die neue Umweltfrage, Überlebensstrategie oder pol. Machtkampf, 1986;
- Kinderverstörung, 1987, 1989.